# Каменка (Серпуховский район)

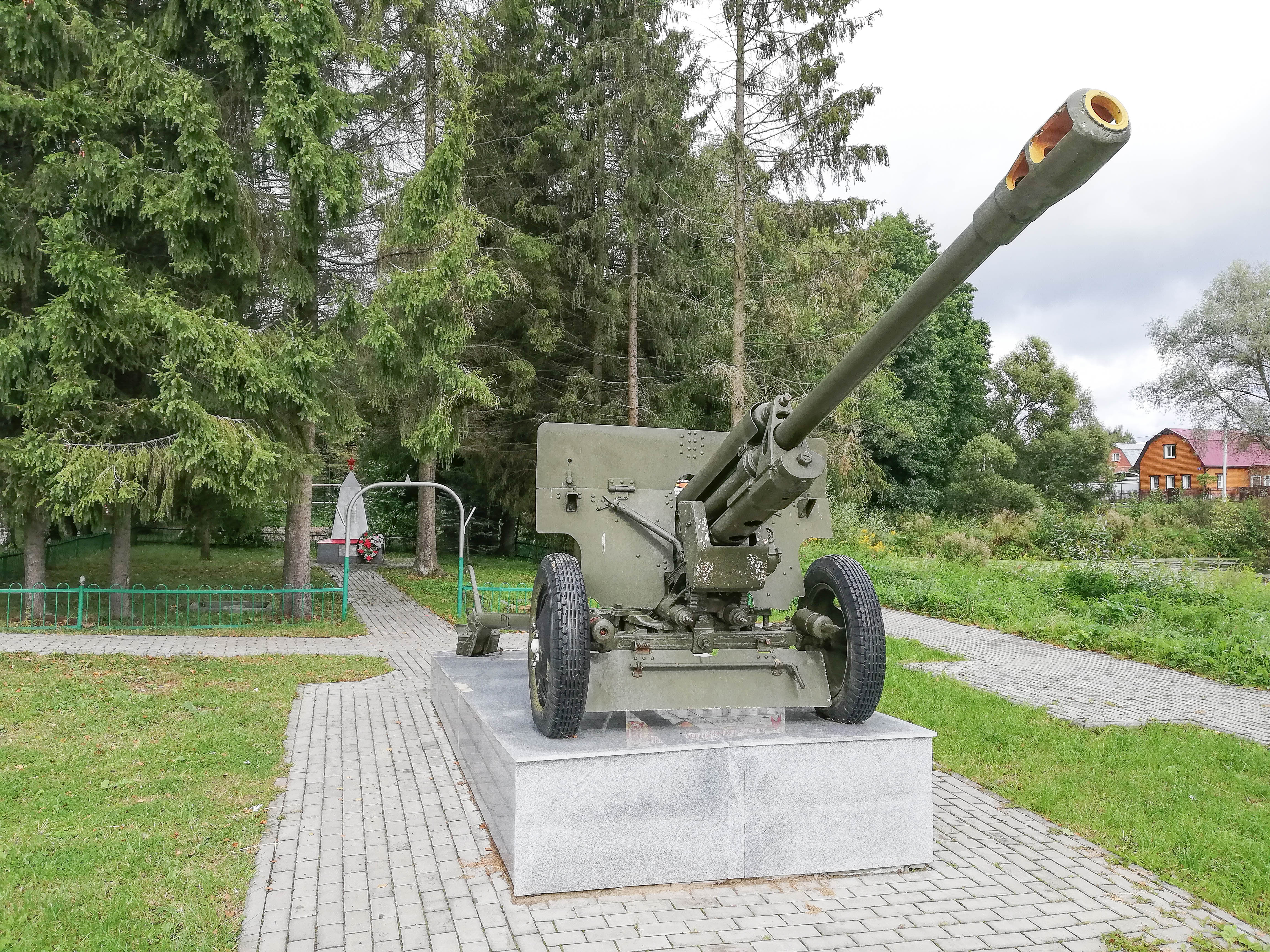
Мемориал жителям деревни, павшим в годы Великой Отечественной войны

Каменка — деревня в Серпуховском районе Московской области. Входит в состав Васильевского сельского поселения (до 29 ноября 2006 года входила в состав Нефёдовского сельского округа).

## Население
| 2002 | 2006 | 2010 |
| ---- | ---- | ---- |
| 86   | ↘74  | ↗97  |

## География
Каменка расположена примерно в 12 км (по шоссе), на север от Серпухова (фактически северная окраина города), на реке Каменка, левом притоке реки Оки, высота центра деревни над уровнем моря — 153 м. На 2016 год в деревне зарегистрировано 2 садовых товарищества.